# 못 잊어 (1982년 영화)
"못 잊어"는 한국에서 제작된 박철 감독의 1982년 드라마 영화이다. 정애리 등이 주연으로 출연하였다.

## 출연

### 주연
- 정애리
- 이덕화
- 나문희
- 한인수
- 오미연